# Котячі акули
Котячі акули (Scyliorhinidae) — родина донних акул ряду Carcharhiniformes, з понад 150 відомими видами.
Котячі акули проживають у помірних і тропічних морях по всьому світу, починаючи від літоралі і аж до глибин понад 2000 метрів, залежно від виду.

## Опис

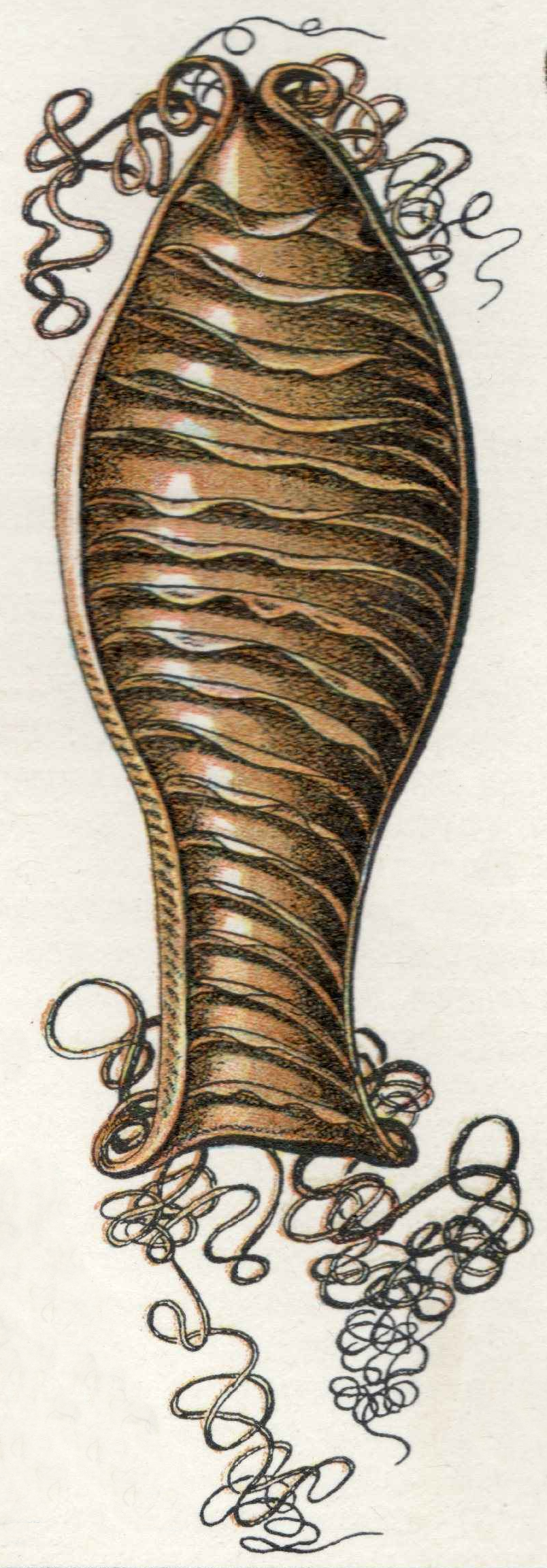
Яйце акули

Котячі акули можна відрізнити за їх подовжені котячими очима і двома маленькими спинними плавцями встановлені далеко позаду. Більшість видів є досить невеликими, з ростом не більше ніж на 80 см, деякі можуть досягати 1,6 м у довжину. Більшість видів мають барвистий зовнішній вигляд. Вони харчуються безхребетними та рідше рибами.
Акули з роду Cephaloscyllium мають цікаву здатність: вони заповнюють свої шлунки водою або повітрям, коли їм щось загрожує, збільшуючи свій обхват у 2-3 рази.

## Акваріум
Австралійська мармурова акула, Atelomycterus macleayi, є улюбленим видом для домашніх акваріумів, тому що вона рідко росте більш ніж на 60 сантиметрів (2,0 футів) у довжину.

## Роди
Родина включає 18 родів і понад 150 видів, що робить його найбільшою родиною акул.
- Akheilos White, Fahmi & Weigmann, 2019
- Apristurus Garman, 1913
- Asymbolus Whitley, 1939
- Atelomycterus Garman, 1913
- Aulohalaelurus Fowler, 1934
- Bythaelurus Compagno, 1988
- Cephaloscyllium T. N. Gill, 1862
- Cephalurus Bigelow and Schroeder, 1941
- Figaro Whitley, 1928
- Galeus Rafinesque, 1810
- Halaelurus T. N. Gill, 1862
- Haploblepharus Garman, 1913
- Holohalaelurus Fowler, 1934
- Parmaturus Garman, 1906
- Pentanchus H. M. Smith and Radcliffe in Smith, 1912
- Poroderma A. Smith, 1838
- Schroederichthys A. Smith, 1838
- Scyliorhinus Blainville, 1816

## Зовнішні посилання
- FishBase entry for Scyliorhinidae [Архівовано 5 грудня 2009 у Wayback Machine.]
- Animal Diversity Web entry for Scyliorhinidae [Архівовано 18 травня 2011 у Wayback Machine.]
- Mikko's Phylogeny Archive - Scyliorhinidae